# Санчес Кордеро, Ольга
Ольга Мария дель Кармен Санчес Кордеро Давила (исп. Olga María del Carmen Sánchez Cordero Dávila; род. 16 июля 1947, Мехико) — мексиканский политик и юрист.

## Биография
Окончила Национальный автономный университет Мексики (1970) с дипломной работой «Революция и интерпретация права». Работала государственным нотариусом (1984—1993, первая женщина в Мексике), адвокатом, судьёй столичного округа, преподавала право в различных университетах Мексики.
В 1995—2015 гг. судья Национального верховного суда Мексики.
В 2017 г. вошла в команду Андреса Мануэля Лопеса Обрадора, кандидата в президенты Мексики. На Всеобщих выборах 2018 года была избрана в Сенат Мексики и занимала место сенатора с 1 сентября по 28 ноября этого года. Поскольку одновременно Лопес Обрадор был избран президентом, то после его инаугурации 1 декабря Санчес Кордеро заняла предложенный ей пост министра внутренних дел Мексики.
Политик замужем, у неё трое детей.